# American Football League 1965
La stagione AFL 1965 è stata la 6ª stagione sportiva della American Football League, la lega professionistica statunitense di football americano. La stagione è iniziata il 11 settembre 1965. La finale del campionato si è disputata il 26 dicembre nel Balboa Stadium di San Diego, in California tra i San Diego Chargers e i Buffalo Bills ed ha visto la vittoria di questi ultimi per 23 a 0.

## Stagione regolare
La stagione regolare è iniziata il 11 settembre 1965 ed è terminata il 19 dicembre, si è svolta in 14 giornate.

### Risultati della stagione regolare
- V = Vittorie, S = Sconfitte, P = Pareggi, PCT = Percentuale di vittorie, PF = Punti Fatti, PS = Punti Subiti
- La qualificazione ai play-off è indicata in verde (tra parentesi il seed)

| Eastern Division  |    |    |   |     |     |     |
| Squadra           | V  | S  | P | PCT | PF  | PS  |
| (*) Buffalo Bills | 10 | 3  | 1 | 769 | 313 | 226 |
| New York Jets     | 5  | 8  | 1 | 385 | 285 | 303 |
| Boston Patriots   | 4  | 8  | 2 | 333 | 244 | 302 |
| Houston Oilers    | 4  | 10 | 0 | 286 | 298 | 429 |

| Western Division       |   |    |   |     |     |     |
| Squadra                | V | S  | P | PCT | PF  | PS  |
| (*) San Diego Chargers | 9 | 2  | 3 | 818 | 340 | 227 |
| Oakland Raiders        | 8 | 5  | 1 | 615 | 298 | 239 |
| Kansas City Chiefs     | 7 | 5  | 2 | 583 | 322 | 285 |
| Denver Broncos         | 4 | 10 | 0 | 286 | 303 | 392 |

## La finale
La finale della AFL venne giocata tra le squadre prime qualificate delle due Division, ovvero i San Diego Chargers e i Buffalo Bills il 26 dicembre 1965 nel Balboa Stadium di San Diego, in California. I Bills si aggiudicarono il titolo per 23 a 0.

### Vincitore
| Vincitori del campionato AFL 1965 Buffalo Bills 2º titolo |